# Phytomyza polysticha
Phytomyza polysticha är en tvåvingeart som beskrevs av Friedrich Georg Hendel 1935. Phytomyza polysticha ingår i släktet Phytomyza och familjen minerarflugor.
Artens utbredningsområde är Finland. Arten är reproducerande i Sverige. Inga underarter finns listade i Catalogue of Life.